# Dactylispa bayoni
Dactylispa bayoni is een keversoort uit de familie bladkevers (Chrysomelidae). De wetenschappelijke naam van de soort werd in 1911 gepubliceerd door Raffaello Gestro.